# Духовный материализм
Духовный материализм — понятие которое впервые ввел Чогьям Трунгпа Ринпоче в книге «Преодоление духовного материализма». В ней собраны беседы, где он объясняет воззрения буддизма, беседы состоялись в центре Карма Дзонг, Боулдер, Колорадо. Позже Чогьям Трунгпа Ринпоче развивал эту тему на семинарах, и эти наставления вошли в книгу «Работа, секс, деньги». Этим понятием он описывает ошибки духовных искателей, когда духовный поиск лишь подпитывает эго, а усилия приводят к замешательству; основа этого — заблуждение, что на духовном пути необходимо развивать эго.
Обычно этим термином описывают капиталистический и духовный нарциссизм, различные коммерческие предприятия, подобные торговле книгами и товарами для потребителей рынка «нью эйдж» или преподавание духовности с целью обогатиться за счет этой деятельности; также к духовному материализму относят стремление коллекционировать заслуги и полученные наставления, чтобы показаться более развитым или духовным человеком. Хорхе Феррер в книге «Новый взгляд на трансперсональную теорию» приравнивает «духовный материализм» и «духовный нарциссизм», но другие авторы находят в них отличия: духовный нарцисс считает, что заслуживает любви и уважения и что он лучше других, потому что участвовал во многочисленных духовных тренингах и тренингах личностного роста, вместо того, чтобы обучаться с целью искоренить неудовлетворенность и страдание в своей жизни.

## Три Хозяина Материализма
По определению Трунгпы Ринпоче, в духовном материализме можно выделить три уровня — он называл их тремя «хозяевами материализма» (тиб. лало, букв. «варвар, дикарь»), где ту или иную разновидность материализма ошибочно принимают за источник долговременного счастья, а на деле она краткосрочно развлекает и в итоге приводит к стойкой неудовлетворенности и страданию.:
1. Физический материализм — вера в то, что обладание чем-то материальным способна освободить от неудовлетворенности и страдания. В понимании Трунгпы Ринпоче, материальное может дать временное удовлетворение, но затем бесконечные попытки усовершенствовать мир вокруг приводят лишь к разочарованию. Или же может возникнуть заблуждение, что «я богат, поскольку у меня есть то и это» или «я учитель (или кто бы то ни было), потому что у меня есть диплом (или что-то ещё)».
2. Психологический материализм — вера в то, что та или иная философская система, сумма взглядов или точка зрения дадут освобождение от неудовлетворенности. Поэтому искать прибежище или защиту, сильно отождествляясь с какой-то с религией, философией, политической партией или с некой фиксированной точкой зрения, — это психологический материализм. Из такого понимания рождается общепринятый духовный материализм — например, причисление себя к буддистам или любой другой группе, накопление посвящений и духовных достижений, и в результате все, что воспринимает эго, становится более и более плотным. В понимании Трунгпы Ринпоче, подход психологического материализма заключается в том, чтобы использовать внешние концепции, обстоятельства и идеи, чтобы доказать существование «я», или самости, которым эго управляет и которое проявляется в том или ином соревновательном поведении.
3. Духовный материализм — вера в то, что то или иное временное состояние ума и есть защита и прибежище от неудовлетворенности и страдания. Практикой медитации здесь достигается успокоение ума, с той же целью используются наркотики и алкоголь — чтобы оставаться в оцепенении или эйфории. Согласно Трунгпе Ринпоче, эти состояния временны и когда они заканчиваются, неудовлетворенность и страдания ещё тяжелее. Поэтому попытка поддерживать определённое эмоциональное состояние ума как защиту от неудовлетворенности или погоня за особыми состояниями ума — например, влюбленностью, — на самом деле приводят лишь к более затяжной неудовлетворенности.

## Эго
Эго лежит в основе этих трех уровней поиска счастья, согласно Трунгпа Ринпоче, основывается на ошибочном понимании, что эго индивида обладает присущим существованием и достоверной точкой зрения. Он утверждает, что это неверно, и поэтому материалистический подход несостоятелен в своей основе. Обобщая, Трунгпа говорит, что без толку пытаться подпитывать эго посредством материального, через системы верования — посредством религии — или через эмоциональные состояния ума. В понимании Чогьяма Трунгпы, цель религии — показать индивиду, что его эго на самом деле не существует как нечто объективное и безусловное. Эго есть то, что индивид выстраивает сам, чтобы убеждать себя в собственном существовании, но в эго нет необходимости и оно в долгосрочной перспективе приводит лишь к неудовлетворенности и страданию.